# Lijst van voetbalinterlands Congo-Brazzaville - Senegal
Deze lijst van voetbalinterlands is een overzicht van alle officiële voetbalwedstrijden tussen de nationale teams van Congo-Brazzaville en Senegal. De Afrikaanse landen hebben tot op heden elf keer tegen elkaar gespeeld. De eerste ontmoeting was een groepswedstrijd tijdens de Afrika Cup 1968 op 14 januari 1968 in Asmara (toenmalig Ethiopië). Het laatste duel, een groepswedstrijd tijdens het African Championship of Nations 2024, werd gespeeld op 12 augustus 2025 in Zanzibar (Tanzania).

## Wedstrijden
| №  | Plaats      | Datum            | Competitie                           | Wedstrijd                   | Uitslag |
| -- | ----------- | ---------------- | ------------------------------------ | --------------------------- | ------- |
| 1  | Asmara      | 14 januari 1968  | Afrika Cup 1968                      | Senegal − Congo-Brazzaville | 2 − 1   |
| 2  | Brazzaville | 22 januari 1969  | Vriendschappelijk                    | Congo-Brazzaville − Senegal | 1 − 0   |
| 3  | Dakar       | 9 januari 1972   | Vriendschappelijk                    | Senegal − Congo-Brazzaville | 0 − 2   |
| 4  | Dakar       | 5 juni 2004      | WK 2006 kwalificatie                 | Senegal − Congo-Brazzaville | 2 − 0   |
| 5  | Brazzaville | 5 juni 2005      | WK 2006 kwalificatie                 | Congo-Brazzaville − Senegal | 0 − 0   |
| 6  | Brazzaville | 11 januari 2017  | Vriendschappelijk                    | Congo-Brazzaville − Senegal | 0 − 2   |
| 7  | Thiès       | 13 november 2019 | Afrika Cup 2021 kwalificatie         | Senegal − Congo-Brazzaville | 2 − 0   |
| 8  | Brazzaville | 26 maart 2021    | Afrika Cup 2021 kwalificatie         | Congo-Brazzaville − Senegal | 0 − 0   |
| 9  | Brazzaville | 7 september 2021 | WK 2022 kwalificatie                 | Congo-Brazzaville − Senegal | 1 − 3   |
| 10 | Thiès       | 14 november 2021 | WK 2022 kwalificatie                 | Senegal − Congo-Brazzaville | 2 − 0   |
| 11 | Zanzibar    | 12 augustus 2025 | African Championship of Nations 2024 | Senegal − Congo-Brazzaville | 1 − 1   |

## Samenvatting
| Competitie                      | Totaal gespeeld | Winst Congo-Brazz. | Gelijk | Winst Senegal | Doelsaldo Congo-Brazz. – Senegal |
| ------------------------------- | --------------- | ------------------ | ------ | ------------- | -------------------------------- |
| WK-kwalificatie                 | 4               | 0                  | 1      | 3             | 1 − 7                            |
| Afrika Cup                      | 1               | 0                  | 0      | 1             | 1 − 2                            |
| Afrika Cup-kwalificatie         | 2               | 0                  | 1      | 1             | 0 − 2                            |
| African Championship of Nations | 1               | 0                  | 1      | 0             | 1 − 1                            |
| Vriendschappelijk               | 3               | 2                  | 0      | 1             | 3 − 2                            |
| Totaal                          | 11              | 2                  | 3      | 6             | 6 − 14                           |

Wedstrijden bepaald door strafschoppen worden, in lijn met de FIFA, als een gelijkspel gerekend.
FCF · 
Vrouwenelftal van Congo-Brazzaville
1960–1969 ·
1970–1979 ·
1980–1989 ·
1990–1999 ·
2000–2009 ·
2010–2019 ·
2020−2029
1960 ·
1961 ·
1962 ·
1963 ·
1964 · 
1965 ·
1966 · 
1967 ·
1968 · 
1969 ·
1970 · 
1971 ·
1972 · 
1973 ·
1974 · 
1975 · 
1976 ·
1977 · 
1978 ·
1979 ·
1979 · 
1980 ·
1980 · 
1981 ·
1982 ·
1983 ·
1984 · 
1985 ·
1986 · 
1987 ·
1988 · 
1989 ·
1990 · 
1991 ·
1992 · 
1993 ·
1994 · 
1995 ·
1996 · 
1997 ·
1998 · 
1999 ·
2000 · 
2001 ·
2002 · 
2003 ·
2004 · 
2005 · 
2006 ·
2007 · 
2008 ·
2009 · 
2010 · 
2011 ·
2012 · 
2013 · 
2014 ·
2015 ·
2016 ·
2017 ·
2018 ·
2019 ·
2020 ·
2021 ·
2022 ·
2023
Algerije ·
Angola ·
Benin ·
Burkina Faso ·
Burundi ·
Canada ·
Centraal-Afrikaanse Republiek ·
Congo-Kinshasa ·
Egypte ·
Equatoriaal-Guinea ·
Ethiopië ·
Gabon ·
Gambia ·
Ghana ·
Guinee ·
Guinee-Bissau ·
Ivoorkust ·
Kaapverdië ·
Kameroen ·
Kenia ·
Liberia ·
Libië ·
Madagaskar ·
Malawi ·
Mali ·
Marokko ·
Mauritanië ·
Mauritius ·
Mozambique ·
Namibië ·
Niger ·
Nigeria ·
Noord-Korea ·
Oeganda ·
Rwanda ·
Sao Tomé en Principe ·
Saoedi-Arabië ·
Senegal ·
Sierra Leone ·
Soedan ·
Swaziland ·
Tanzania ·
Thailand ·
Togo ·
Tsjaad ·
Tunesië ·
Zambia ·
Zimbabwe ·
Zuid-Afrika ·
Zuid-Soedan
FSF · 
A-internationals · 
Bondscoaches · Selecties · Senegalees vrouwenelftal · 
Olympisch elftal
1960 – 1969 · 
1970 – 1979 · 
1980 – 1989 · 
1990 – 1999 · 
2000 – 2009 · 
2010 – 2019 · 
2020 – 2029
WK 2002 · 
WK 2018 ·
WK 2022
OS 2012
1959 · 
1960 · 
1961 · 
1962 · 
1963 · 
1964 · 
1965 · 
1966 · 
1967 · 
1968 · 
1969 · 
1970 · 
1971 · 
1972 · 
1973 · 
1974 · 
1975 · 
1976 · 
1977 · 
1978 · 
1979 · 
1980 · 
1981 · 
1982 · 
1983 · 
1984 · 
1985 · 
1986 · 
1987 · 
1988 · 
1989 · 
1990 · 
1991 · 
1992 · 
1993 · 
1994 · 
1995 · 
1996 · 
1997 · 
1998 · 
1999 · 
2000 · 
2001 · 
2002 · 
2003 · 
2004 · 
2005 · 
2006 · 
2007 · 
2008 · 
2009 · 
2010 · 
2011 · 
2012 · 
2013 · 
2014 ·
2015 ·
2016 ·
2017 ·
2018 ·
2019 ·
2020 ·
2021 ·
2022 ·
2023 ·
2024 ·
2025
Algerije ·
Angola ·
Benin ·
Bolivia ·
Bosnië en Herzegovina ·
Botswana ·
Brazilië ·
Burkina Faso ·
Burundi ·
Centraal-Afrikaanse Republiek ·
Chili ·
China ·
Colombia · 
Congo-Brazzaville ·
Congo-Kinshasa ·
Denemarken ·
Ecuador ·
Egypte ·
Engeland ·
Equatoriaal-Guinea ·
Eritrea ·
Ethiopië ·
Frankrijk ·
Gabon ·
Gambia ·
Ghana ·
Griekenland ·
Guinee ·
Guinee-Bissau ·
Ierland ·
Indonesië ·
Iran ·
Ivoorkust ·
Japan ·
Kaapverdië ·
Kameroen ·
Kenia ·
Kosovo ·
Kroatië · 
Lesotho ·
Liberia ·
Libië ·
Luxemburg ·
Madagaskar ·
Malawi ·
Maleisië ·
Mali ·
Marokko ·
Mauritanië ·
Mauritius ·
Mexico ·
Mozambique ·
Namibië ·
Nederland ·
Niger ·
Nigeria ·
Noorwegen ·
Oeganda ·
Oezbekistan ·
Oman ·
Polen ·
Qatar ·
Rwanda ·
Saoedi-Arabië ·
Sierra Leone ·
Soedan ·
Swaziland ·
Tanzania ·
Togo ·
Tunesië ·
Turkije ·
Uruguay ·
Verenigde Arabische Emiraten ·
Zambia ·
Zimbabwe ·
Zuid-Afrika ·
Zuid-Korea ·
Zuid-Soedan ·
Zweden
Algerije (2019, 2) ·
Colombia (2018) ·
Denemarken (2002) ·
Engeland (2022) ·
Frankrijk (2002) ·
Japan (2018) ·
Nederland (2022) ·
Polen (2018) ·
Uruguay (2002)